# Brachypteroma ottomanum
Brachypteroma ottomanum là một loài bọ cánh cứng trong họ Cerambycidae.